# Plaque des Carolines
La plaque des Carolines est une microplaque tectonique de la lithosphère de la planète Terre. Sa superficie est de 0,03765 stéradians. Elle est généralement associée à la plaque pacifique. La plaque des Carolines tire son nom des îles Carolines qui se situent à l'est de la plaque.
Elle se situe dans l'ouest de l'océan Pacifique dont elle couvre une petite partie.
La plaque des Carolines est en contact avec les plaques philippine, pacifique, de Bismarck Nord, Woodlark et de Bird's Head. Elle est coupée en deux par la fosse de Sorol.
Le déplacement de la plaque des Carolines se fait à une vitesse de rotation de 0,31° par million d'années selon un pôle eulérien situé à 10°13' de latitude nord et 45°57' de longitude ouest (référentiel : plaque pacifique).

## Sources
- (en) Peter Bird, An updated digital model of plate boundaries, vol. 4, Geochemistry Geophysics Geosystems, 14 mars 2003 (DOI 10.1029/2001GC000252, Bibcode 2003GGG.....4.1027B, lire en ligne)